# Tunézia világörökségi helyszínei
Tunézia területéről eddig kilenc helyszín került fel a világörökségi listára, tizenöt helyszín a javaslati listán várakozik a felvételre. 
| | Tunisz medinája |
| 1979, kisebb módosítás: 2010 |                 |
| Kulturális (II)(III)(V) |                 |
| Védett terület: 296,41 ha, puffer zóna: 190,2 ha, hivatkozás: 36 |                 |
| A Földközi-tenger térségének egyik legrégebbi települése, a természetes kikötővel rendelkező Tunisz csak a 7. században indult gyors fejlődének, miután az arabok elfoglalták. A Hafszida dinasztia idején lakosainak száma elérte a százezer főt. A 16. században oszmán fennhatóság alá került, majd a 17. században nyolcvanezer spanyol mór választotta új lakhelyének. 1881-ben franciák kezére került. Óvárosa 2,7 négyzetkilométeren fekszik, és magába foglalja a város területén található hétszáz emlékmű többségét, palotákat, mecseteket, mauzóleumokat és szökőkutakat. A medina három részre oszlik, egy 8. századi központi városmagra, valamint két 13. századi kerületre. A legfontosabb épület a város fő mecsete, a Olajfa-mecset volt. A 8. században az aglabida dinasztia uralkodója építette, de leghíresebb részét, a minaretet csak a 19. században építették hozzá. Az épület imacsarnokában látható 184 oszlop ókori eredetű és Karthágóból származik. Figyelemre méltó még a Szidi Juszuf-mecset (17. század), a Báb el-Bhar Tengeri kapu, valamint a Husszeiniták 18. századi mauzóleuma. Tunisz medinája komoly hatást gyakorolt sz építészet, a szobrászat és a várostervezés fejlődésére. |                 |

| | Karthágó |
| 1979 |          |
| Kulturális (II)(III)(VI) |          |
| Védett terület: 616 ha, hivatkozás: 37 |          |
| A Tuniszi-öböl egyik félszigetén elterülő Karthágót pun telepesek alapították az i. e. 8. században. A város lakosai kitűnő hajóépítők és tapasztalt tengerészek voltak, ez alapozta meg több évszázados kereskedelmi és tengeri dominanciájukat a Földközi-tenger térségében. A város két elsőrangú kikötője is komoly előnyt biztosított a helyieknek a rivális városállamokkal szemben. Az i. e. 6. századra meghódították a Földközi-tenger déli területeinek jelentős részét. A terjeszkedés konfliktusokhoz vezetett először Görögországgal, később a Római Birodalommal. A görögökkel való Szicíliáért folytatott versengés karthágói győzelemmel végződött, azonban a Róma ellen vívott pun háborúk (i. e. 264 – i. e. 146) végén vereséget szenvedtek, és a harmadik pun háborúban i. e. 146-ban a győztesek lerombolták a várost. Az i. sz. 1. században a rómaiak a romok fölé egy új város emeltek, Új Karthágó néven, és megtették Africa provincia fővárosává. Új Karthágó jelentős befolyást gyakorolt a szerkezeti építészet fejlődésére valamint kora várostervezésére. A település a Római Birodalom hanyatlásáig virágzott, majd fokozatosan elvesztette jelentőségét. 439-ben egy barbár megszállás során súlyos károkat szenvedett, 637-ben pedig arabok foglalták el és lerombolták. A ma látható épületmaradványokat a kikötő közelében és a tófetben (megszentelt körzet) tárták fel. A római korból származnak Antoninus Pius thermái, a pun nekropolisz fölé emelt, mozaikokkal díszített villák egy amfiteátrum, egy cirkusz és ciszternák. |          |

| | El-Dzsem |
| 1979, kisebb módosítás: 2010 |          |
| Kulturális (IV)(VI) |          |
| Védett terület: 1,37 ha, puffer zóna: 26,42 ha, hivatkozás: 38 |          |
| Észak-Afrika legnagyobb amfiteátrumának romjai a klasszikus időkben Thysdrusként ismert El Dzsem falu mellett találhatók. A települést i. e. 46-ban alapította Julius Caesar egy olivaolaj-termelő térség egyik kereskedelmi útvonala mellett. Miután a rómaiak elhagyták a térséget az amfiteátrumot erőddé alakították, majd az arabokkal folytatott harcok idején menedékhelyként funkcionált. Később kőfejtőnek használták és egy 17. századi robbanás következtében komoly károkat szenvedett, de jelenlegi állapota még így is megközelíti, vagy meg is haladja a római Colosseumét. Az i. sz. 3. század első felében, 230 körül épült ovális alakú amfiteátrum 148 x 122 méteres területet foglal el, eredeti magassága elérhette a negyven métert. Nagyméretű kőtömbökből építették és valószínűleg négy szintből állt. Befogadó képessége több mint harmincezer fő lehetett. A folyamatosan változó instabil politikai helyzet és a források szűkössége miatt az épület sosem készült el teljesen. Alatta két folyosó halad, ahol gladiátorok és vadállatokat tartottak fogva. |          |

| | Iskul Nemzeti Park |
| 1980 |                    |
| Természeti (X) |                    |
| Védett terület: 12 600 ha, hivatkozás: 8 |                    |
| A nemzeti park Észak-Afrika legfontosabb mocsárvidéke magába foglalja az Ichkeul-tavat és a Dzsebel Ichkeul-hegységet. A tavat a Mogod-hegy forrásai táplálják de összeköttetésben áll a tengerrel is ezért keveredik benne a sós és az édesvíz. A tó és a környező lápvidék fontos pihenőhelye a költöző madaraknak. A tó sótartalma ingadozik, nyáron megnő télen lecsökken, és hosszú ideig növekvő tendenciát mutatott. Az elmúlt évek természetvédelmi programjainak köszönhetően javult a vízminőség, ennek következtében újra megnőtt az itt telelő és költő madarak valamint a halak egyedszáma. A park növényzete is változatos, különböző gyékényfajták, íriszek, mocsári liliomok élnek a területen és számos állatfajnak adnak otthont. Itt él Tunézia legnagyobb emlősállata a vízi bivaly, valamint közel kétszáz madárfaj. Régészeti feltárásokat is végeztek a parkban, ezek során emberszerűek, főemlősök és emlősök maradványai kerültek elő. |                    |

| | Kerkaván pun városa és nekropolisza |
| 1985, kiterjesztés: 1986 |                                     |
| Kulturális (III) |                                     |
| Védett terület: 0,11 ha, hivatkozás: 332 |                                     |
| Kerkaván pun városa a Bon-fok csúcsához közel, egy a tengert uraló sziklán helyezkedik el, magán viseli a föníciai és pun várostervezés kivételes jegyeit. Valószínűleg az Első pun háború idején (kb. i.e. 250-ben) néptelenedett el. Ezután ellentétben azzal, ami Karthágóval, Tyrevel vagy Büblosszal történt, ezt a rómaiak nem építették újjá római várossá, hanem egyértelműen maradt az a föníciai város, kikötő, sáncok, lakónegyed, üzletek, műhelyek, utcák, terek, templomok, a nekropolisz, ahogy az az i. e. 3. században létezett. Kerkaván pun városának területet 1952-ben fedezték fel. Az ásatásokat a Nemzeti Archeológiai és Művészeti Intézet végezte. A legkorábbi régészeti leletek tanúsága szerint a terület már i. e. 6. században lakott volt, a helyszínen ma látható rommaradványok az i. e. 4. század végére és az i. e. 3. század első felére datálhatók és kifinomult várostervezésről tanúskodnak. Arg el Ghazouani nekropolisza a sziklás dombon a városhoz 1 kilométernél közelebb található és felbecsülhetetlen értékű tanújelét képviseli a Pun időszak temetkezési építészetének. Ez vonatkozik, Kerkaván nagy nekropoliszának, a Bon-fok csúcsának közelében a part menti sziklákon elszórt legjobb állapotban megőrzött sírjaira. |                                     |

| | Szúsza medinája (óvárosa) |
| 1988, kisebb módosítás: 2010 |                           |
| Kulturális (III)(IV)(V) |                           |
| Védett terület: 31,68 ha, puffer zóna: 60,99 ha, hivatkozás: 498 |                           |
| Szúsza fontos kereskedelmi és katonai kikötő az aglabidák időszaka (i.sz. 800-909) alatt. A város tipikus példája az iszlám első évszázadából. A kasbahjával, a sáncaival, a medinájával (a Nagy Mecsettel), a Bu Ftata mecsettel és a tipikus ribatjával (egyszerre erőd és vallási épület), Szúsza része volt egy partvédelmi rendszernek. A tunéziai Sahelben helyezkedik el, ahol Szúsza medinája harmonikus régészeti komplexumot képez, tükrözi a tengerparti városra alkalmazott arab-muzulmán urbanizmust, melyet a kalózkodás és más tengeri veszélyek fenyegettek történelme során. Monasztir medinájával képezi azt az egyedi prototípust, amit a tengerparti hadi-építészet hagyott ránk, az iszlám első évszázadából. A medina számos műemléke tanúskodik a kor robusztus, aszketikus, impozáns építészetéről. Nevezetesen a Ribat, a Nagy Mecset, a Bou Ftata mecset, a Kasbah és a falak. A Ribat, mind egy erőd és vallási épület, egy kiváló példája az ilyen típusú kialakításnak. A Medina magában foglal egymás melletti lakásokat negyedekbe osztva, melyeket elválasztanak a kanyargós utcák, keskeny sikátorok elrendeződése, amelyeket a modern élet és az építészeti technikák fejlődése a gyors eltüntetéssel fenyeget. Tartalmaz továbbá egyedülálló műemlékegyütteseket az aglabidák és a fátimidák időszakából, így tanulmányozni engedi az iszlám művészet első periódusát. |                           |

| | Kairouan |
| 1988, kisebb módosítás: 2010 |          |
| Kulturális (I)(II)(III)(V)(VI) |          |
| Védett terület: 68,02 ha, puffer zóna: 154,36 ha, hivatkozás: 499 |          |
| Kairouant 670-ben az Omajjádok alapították és az aglabid dinasztia alatt, a 9. században virágzott fel. Annak ellenére, hogy a 12. században a politikai főváros szerepét Tunisz vette át, Kairuan maradt a Magreb régió fő szent városa. A gazdag építészeti örökség magában foglalja a Nagy Mecsetet, annak a márvány és porfir oszlopaival és a 9. századi Három Kapu mecsetet. Tunézia közepén, egy síkságon helyezkedik el, majdnem egyenlő távolságra a tengertől és a hegyektől. Ifríkija fővárosa 5 évszázadon keresztül, az arab-muzulmán civilizáció elterjedésének kiemelkedő helyszíne. Kairouan egyedülálló tanúsítványa az első századaiban e civilizációnak és annak építészeti és városfejlődésének. A listára bejegyzett helyszín ingatlanok sorozata ami magában foglalja a medinát és vonzáskörzeteit, az aglabidák medencéit és a Sidi Sahib Zavijjáját. A medina (54 ha) és környéke (20 ha) városi együttese bemutatja az arab-muzulmán város minden összetevőjét. A medina egymásba sűrített házakat lakónegyedekbe rendezi, melyeket szűk és kanyargós utcák választanak szét és ezeket veszi körül a több, mint 3 kilométer kiterjedésű védőfalrendszer. A külvárosokban az utcák egyenesebbek és a házak vidékiesebb jellegűek. A medina néhány figyelemre méltó műemléket tartalmaz, mint a Nagy Mecsetet, ami építészeti remekmű és mintájául szolgált számos más mecsetnek a Magreb területen. A Három Kapu mecset, a létező legősibb faragott homlokzatú muszlim művészetet képviseli. Az aglabidák medencéi, két egymással kapcsolatban álló szabadtéri tároló ciszterna a 9. századra datálható és a legszebb hidraulikai együttesét képezik a város átgondolt vízellátásában. A Sidi Sahab Zawiya örök védelmet nyújt Mohamed társának, Abou Zama El-Balawi földi maradványainak. |          |

| | Dougga / Szugga |
| 1997 |                 |
| Kulturális (II)(III) |                 |
| Védett terület: 75 ha, puffer zóna: 91 ha, hivatkozás: 794 |                 |
| Numidia római bekebelezése előtt 6 évszázaddal, egy termékeny síkságra néző magaslatra épült Szugga városa. A Numid állam fontos fővárosa. Virágzott a római és bizánci uralom alatt, de hanyatlásnak indult az iszlám időszakban. A ma látható impozáns romjai alapján némi elképzelésünk lehet a kis római város erőforrásairól, a birodalom peremén. Szugga/Dougga régészeti terület Tunézia északnyugati régiójában található, egy 571 m magas hegy tetejéről uralva az alatta elterülő termékeny Oued Khalled völgyet. A régészeti területe mintegy 75 hektár. Egy teljes város romjai tanúskodnak több mint 17 évszázad történelméről. A romok kiemelkedő példája szemlélteti a szintézis a különböző kultúrák között: numidiai, pun, hellén és római. A római kori emlékek integrálódtak a lényegében numidiai város szövetébe. A római Afrika provincia közigazgatási tartomány relatív jelentéktelenségének ellenére, Szugga a középületeknek figyelemre méltó csoportjával rendelkezik, melyek nagyrészt az i. sz. 2. és 3. századra datálhatók. Szuggát tartják a legjobb állapotban fennmaradt afrikai római város példájának Észak-afrikában. |                 |

| | Dzserba |
| 2023 |         |
| Kulturális (V) |         |
| Hivatkozás: 1640 |         |
| A több részből álló világörökségi helyszín egy olyan településszerkezetet mutat be, ami félszáraz és vízhiányos környezetben alakult ki a 9. század körül Dzserba szigetén. A térség legfőbb jellemzője az alacsony népsűrűség volt. A fejlődés során a sziget területe egymáshoz lazán kapcsolódó önellátó egységekre vált szét. Ezek a gazdaságilag önfenntartó életterek összetett úthálózaton keresztül kapcsolódtak egymáshoz és a sziget vallási és kereskedelmi helyeihez. A környezeti, társadalmi-kulturális és gazdasági tényezők keverékének eredményeként Dzserba szigetén az évszázadok során egy jellegzetes letelepülési forma alakult ki, ahol a helyi lakosok életmódjukkal messzemenőkig alkalmazkodtak vízhiányos természeti környezetük körülményeihez. |         |